# Umianowice
Umianowice – wieś w Polsce, położona w województwie świętokrzyskim, w powiecie pińczowskim, w gminie Kije.
Były wsią klasztoru klarysek krakowskich w województwie sandomierskim w ostatniej ćwierci XVI wieku. W 1944 roku w okolicy Umianowic miał miejsce partyzancki atak na niemiecki pociąg. W czasie walk poległo 13 partyzantów Batalionów Chłopskich. 
W latach 1975–1998 miejscowość administracyjnie należała do województwa kieleckiego.
Znajduje się tu stacja Świętokrzyskiej Kolei Dojazdowej, odgałęzienie linii kolejowej do Hajdaszka oraz często odwiedzane przez turystów miejsce biwakowo-biesiadne, gdzie odbywają się ogniska, imprezy okolicznościowe i biwaki na trasie przejazdu kolejki.

## Części wsi
| SIMC    | Nazwa             | Rodzaj     |
| ------- | ----------------- | ---------- |
| 0243079 | Antoniów          | przysiółek |
| 0243085 | Czworaki          | część wsi  |
| 0243091 | Górki Umianowskie | przysiółek |
| 0243100 | Pasternik         | część wsi  |
| 0243116 | Piaski            | część wsi  |
| 0243122 | Podborcze         | część wsi  |

## Zabytki
Budynek stacyjny Jędrzejowskiej Kolei Dojazdowej, wybudowany po 1918 r. oraz wieża ciśnień, wpisane do rejestru zabytków nieruchomych (nr rej.: A/637 z 20.02.1995).